# Barclaya longifolia
Barclaya longifolia ist eine Pflanzenart aus der Gattung Barclaya innerhalb der Familie Seerosengewächse (Nymphaeaceae). Diese Wasserpflanze kommt von Indochina bis zur nordwestlichen Halbinsel Malaysias vor.

## Beschreibung

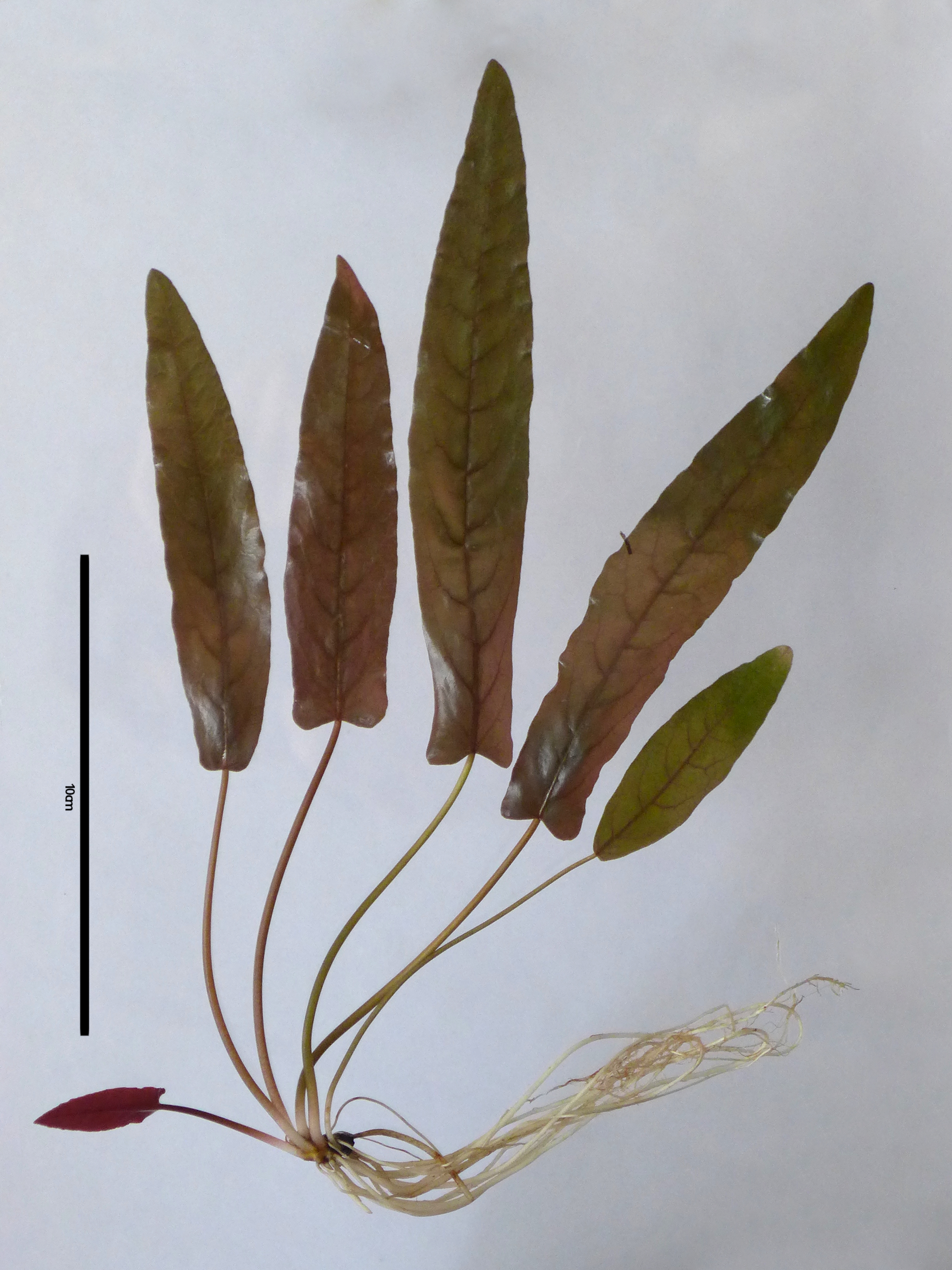
Habitus und Laubblätter mit Maßstab (10 cm)

### Vegetative Merkmale
Barclaya longifolia ist eine submers wachsende, ausdauernde, krautige Pflanze. Die 2 bis 3 Zentimeter langen und 0,5 bis 1,5 Zentimeter breiten Rhizome bilden eiförmige, knollenartige, Ausläufer:
Die Laubblätter sind in Blattstiel und -spreite gegliedert. Der Blattstiele ist 6 bis 25 Zentimeter lang. Die einfache Blattspreite ist bei einer Länge von 12 bis 30 Zentimetern sowie einer Breite von 2 bis 5 Zentimetern linealisch-lanzettlichen mit gerundetem oberen Ende und herzförmiger Spreitenbasis und gewelltem Rand. Die Blattunterseite ist rot gefärbt.

### Generative Merkmale
Der 5 bis 30 Zentimeter lange Blütenstiele besitzt zahlreiche Trichomen. Die zwittrige Blüte weist einen Durchmesser von 4 bis 6 Zentimetern auf. Die Kelchblätter sind 1,5 bis 2,5 Zentimeter lang und 0,5 bis 0,6 Zentimeter breit. 8 bis 14 Fruchtblätter sind zu einem synkarpen Fruchtknoten verwachsen.
Die rötlich-grüne bis weißliche Frucht ist bei einem Durchmesser von 1 bis 2 Zentimetern kugelförmig. Die borstigen, bräunlich-roten Samen sind bei einer Länge von etwa 1 Millimetern sowie einem Durchmesser von etwa 0,5 Millimetern kugelig, ohne Arillus.

### Zytologie
Die Chromosomenzahl beträgt 2n = 36.

## Reproduktion

### Vegetative Vermehrung
Es werden Ausläufer gebildet.

### Generative Vermehrung
Die Büten sind submers und kleistogam oder emers und chasmogam Barclaya longifolia kann sowohl autogame, submerse, kleistogame Blüten, als auch emerse, chasmogame Blüten ausbilden.

## Taxonomie
Das Typusexemplar wurde im August 1826 von Wallich in Rangoon, Myanmar, gesammelt.
Die Erstbeschreibung erfolgte 1827 durch Nathaniel Wallich. Das Artepitheton longifolia, vom lateinischen Wort longus für „lang“ und folius für „Blatt“ und nimmt Bezug auf die Blattform. Sie ist die Typusart ihrer Gattung. Synonyme für Barclaya longifolia Wall. sind: Hydrostemma longifolium (Wall.) Mabb., Barclaya oblonga Wall., Barclaya pierreana Thorel ex Gagnep.

## Gefährdung
Der IUCN-Gefährdungsstatus ist „Least Concern“ (LC) = „nicht gefährdet“. Auf der malaysischen Halbinsel ist die Art möglicherweise gefährdet. In Indien ist sie eine seltene Art.

## Lebensraum
Sie kommt in schnell fließenden Flüssen, Bächen und stehenden Gewässern vor.

## Aquaristik
Sie ist eine beliebte Aquarienpflanze, welche sich leicht in einer Mischung aus pH-neutralen, lehmigen und mineralischen Substrat bei Temperaturen von 26–29 °C kultivieren lässt.